# Jin Yan
Jin Yan (金焰S, 金焰P) (Seul, 7 aprile 1910 – Shanghai, 27 dicembre 1983) è stato un attore coreano naturalizzato cinese.

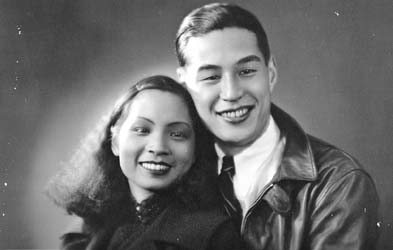
Jin Yan con Wang Renmei, sua prima moglie.

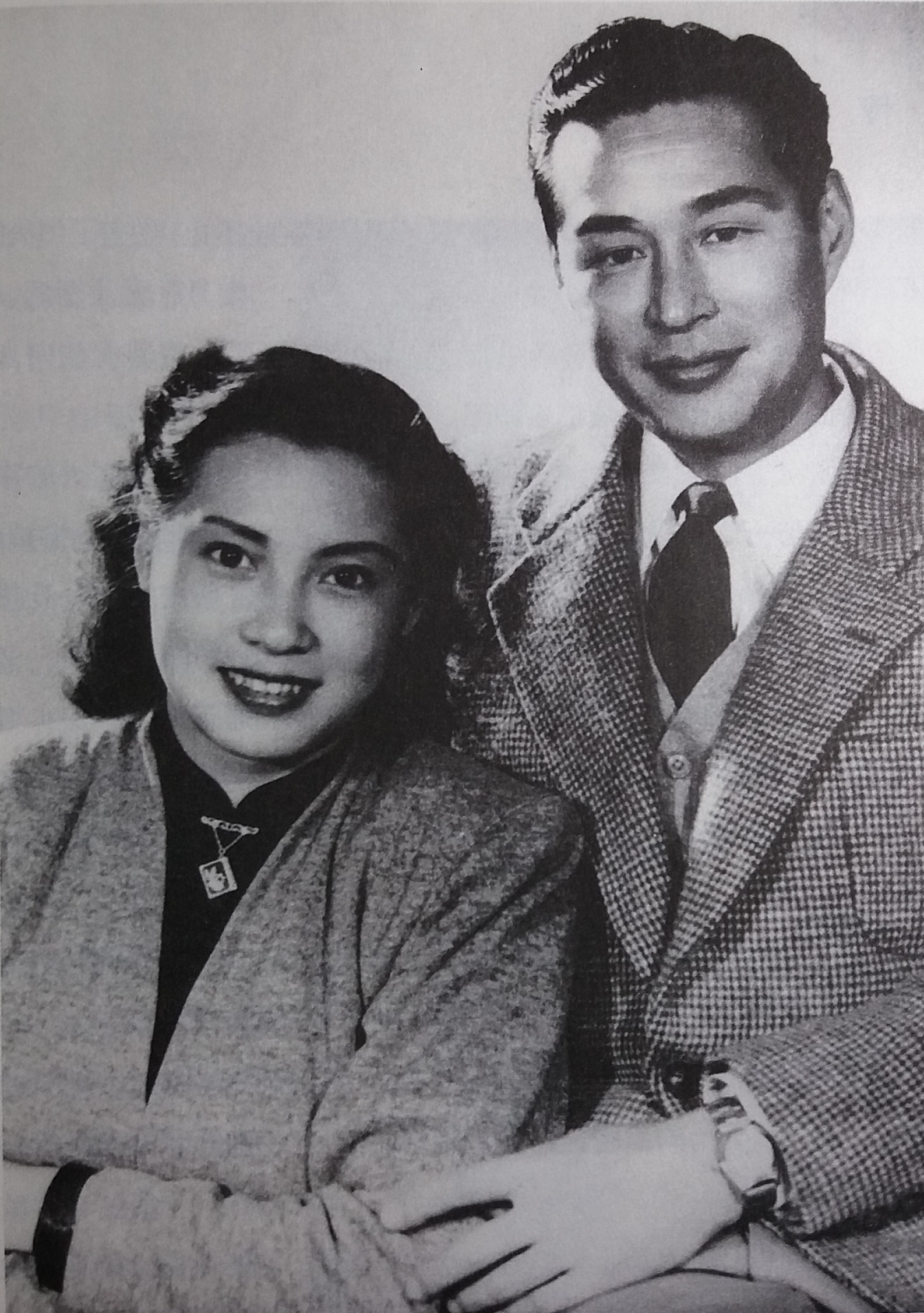
Jin Tan con Qin Yi, sua seconda moglie

Nome di battesimo Kim Duk Rin (김덕린; 金德麟), fu un attore coreano che ebbe grande fama in Cina durante l'epoca d'oro, a Shanghai. Il suo talento nella recitazione lo rese popolare negli anni trenta. Fu soprannominato l'"imperatore del film" e il "Rodolfo Valentino" di Shanghai.

## Filmografia

### Cinema
- Ye cao xian hua, regia di Sun Yu (1930)
- Love and Duty (Liàn'ài yǔ yìwù), regia di Bu Wancang (1931)
- Yi jian mei, regia di Bu Wancang (1931)
- Yinhe shuangxing, regia di Shi Dongshan (1931)
- Peach Blossom Weeps Tears of Blood (Táohuā Qì Xuě Jì), regia di Bu Wancang (1931)
- Wild Rose (Yě méiguī), regia di Sun Yu (1932)
- Ren dao, regia di Bu Wancang (1932)
- San ge mo deng nu xing, regia di Bu Wancang (1932)
- Mu xing zhi guang, regia di Bu Wancang (1933)
- Chengshi zhi ye, regia di Fei Mu (1933)
- Huang jin shi dai, regia di Bu Wancang (1934)
- The Big Road (Dàlù), regia di Sun Yu (1934)
- Dao ziran qu, regia di Sun Yu (1936)
- Lang tao sha, regia di Wu Yonggang (1936)
- Zhuang zhi ling yun, regia di Wu Yonggang (1936)
- Qing tian xie lei, regia di Bu Wancang (1938)
- Lin Chong xue ye jian chou ji, regia di Wu Yonggang (1939)
- Ying chun qu, regia di Wu Yonggang (1947)
- Wei da de qi dian, regia di Ke Zhang (1954)
- La madre (Mu qin), regia di Ling Zifeng (1956)
- Bao feng yu zhong de xiong ying, regia di Yi Wang (1957)